# Crossroads to Islam: The Origins of the Arab Religion and the Arab State
Crossroads to Islam: The Origins of the Arab Religion and the Arab State es un libro del arqueólogo Yehuda D. Nevo (póstumo) y la investigadora Judith Koren. La obra presenta una teoría radical sobre los orígenes y el desarrollo del Estado y la religión islámicos a partir de investigaciones arqueológicas, epigráficas e historiográficas.

## Metodología
Mediante una metodología histórica, los autores examinan no solo la literatura musulmana, sino también fuentes hasta entonces desatendidas y fechables antes del siglo IX, como excavaciones arqueológicas, numismática, inscripciones rupestres y testimonios de poblaciones locales no musulmanas.
Aportan una amplia selección de inscripciones que, según sostienen, habían pasado por alto las historias tradicionales; en su mayoría se pueden fechar entre los siglos VII y VIII y se utilizan para trazar un relato histórico muy distinto del que ofrecen las fuentes canónicas islámicas.

## Tesis
A partir de las evidencias arqueológicas —y de su ausencia— del siglo VII y del periodo islámico temprano, los autores ponen en duda la veracidad de los relatos tradicionales de los orígenes del islam que siguen citándose como hechos en muchos manuales. En particular, la evidencia arqueológica, epigráfica e historiográfica mostraría un Oriente Próximo de los siglos VII y VIII en el que no habría preeminencia de ningún «profeta» ni de una religión que más tarde sería llamada islam.
Con base en el material presentado, los autores concluyen que:
- Los relatos islámicos tradicionales de los siglos VII y VIII serían una construcción completa que no resiste el escrutinio histórico a partir de la arqueología, la epigrafía y los registros no musulmanes. (Por ejemplo, fuentes cristianas tempranas no mencionan a los califas «bien guiados» ni las famosas batallas de futūḥ —las conquistas árabe-musulmanas—, y las monedas de la región y la época usan iconografía bizantina —no islámica— hasta el reinado de ʿAbd al-Málik ibn Marwán (686–705).)[1]
- Los árabes habrían sido paganos cuando asumieron el poder en el siglo VII en regiones antes gobernadas por el Imperio bizantino.
- No habría existido una conquista árabe de las provincias orientales bizantinas: Bizancio se había retirado de facto mucho antes y dejó en su lugar a tribus árabes como «clientes» (foederati); los árabes tomaron el control casi sin lucha.[2]
- Muawiya I (tradicionalmente descrito como el primer califa omeya) sería el primer gobernante histórico del imperio árabe, surgido como caudillo entre esos foederati.[1]
- Tras hacerse con el poder, los árabes adoptaron un monoteísmo simple de inspiración judeocristiana, encontrado en los territorios ocupados, que evolucionó gradualmente hasta cristalizar como religión árabe y culminar en el islam a mediados del siglo VIII.
- El Corán no habría quedado plenamente codificado hasta la época abasí, cuando se desarrolló un código legal (la sharía) distinto del bizantino usado por los omeyas; la sharía necesitaba una Escritura formalizada de la que derivar por exégesis y, así, «logia proféticos» fueron canonizados como Palabra de Dios.[1]
- Las pruebas y conclusiones de los autores guardan similitud con trabajos de otros estudiosos, como la historiografía de Fred Donner o el libro Hagarism de Patricia Crone y Michael Cook, quienes por vías distintas proponen que el islam y el Corán no fueron obra de Mahoma.[3][4]

## Recepción
En una reseña en Middle East Quarterly, David Cook señala que el libro cubre terreno nuevo no abordado por obras anteriores, al profundizar en la arqueología y la epigrafía para sustentar su tesis. Considera que «emplea una metodología histórica muy rigurosa» y que los resultados son «verosímiles o al menos discutibles».
Por otra parte, Colin Wells, en Bryn Mawr Classical Review, escribe que «como los negacionistas del Holocausto, los autores no solo cuestionan algunos aspectos de la visión consensuada; la rechazan por completo». Critica que llevan el escepticismo demasiado lejos y observa que, aunque existen otras obras que cuestionan la historicidad del islam temprano, «lo inusual en estos autores no es interrogar la versión tradicional, sino descartarla de plano».

### Citadas
1. 1 2 3  Reynolds, «Quranic studies and its controversies», 2008: p. 14.
2. ↑  Reynolds, «Quranic studies and its controversies», 2008: p. 13.
3. 1 2  Cook, David (Fall 2006). «Review of Crossroads to Islam». Middle East Quarterly. Consultado el 22 March 2011.
4. 1 2  Wells, Colin (February 2004). «Bryn Mawr Classical Review 2004.02.33». Bryn Mawr Classical Review. Consultado el 22 March 2011.